# Pseudautomeris antioquia
Pseudautomeris antioquia är en fjärilsart som beskrevs av William Schaus 1921. Pseudautomeris antioquia ingår i släktet Pseudautomeris och familjen påfågelsspinnare. Inga underarter finns listade i Catalogue of Life.